# Raichō Hiratsuka

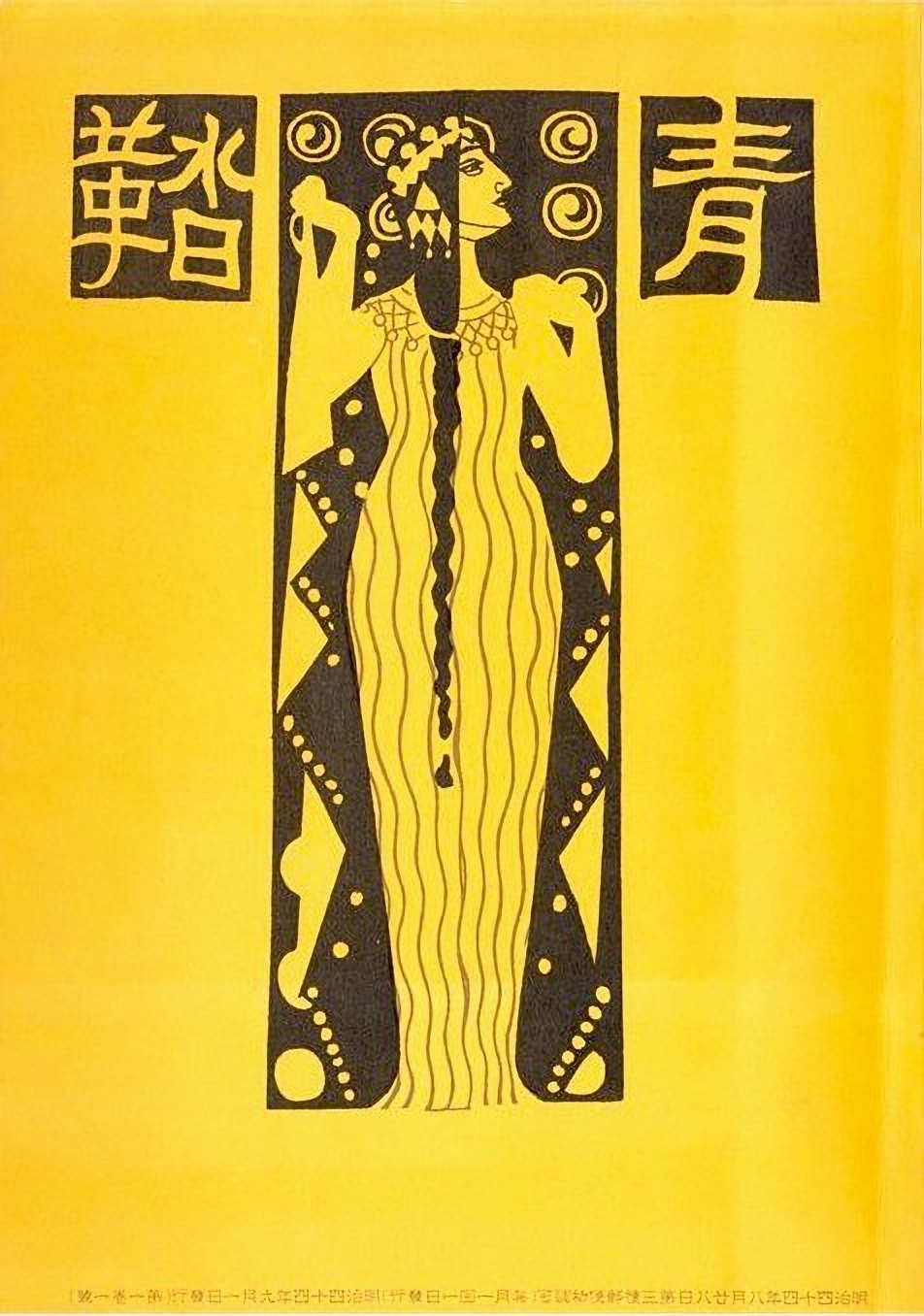
Pierwsze wydanie pisma „Seitō”

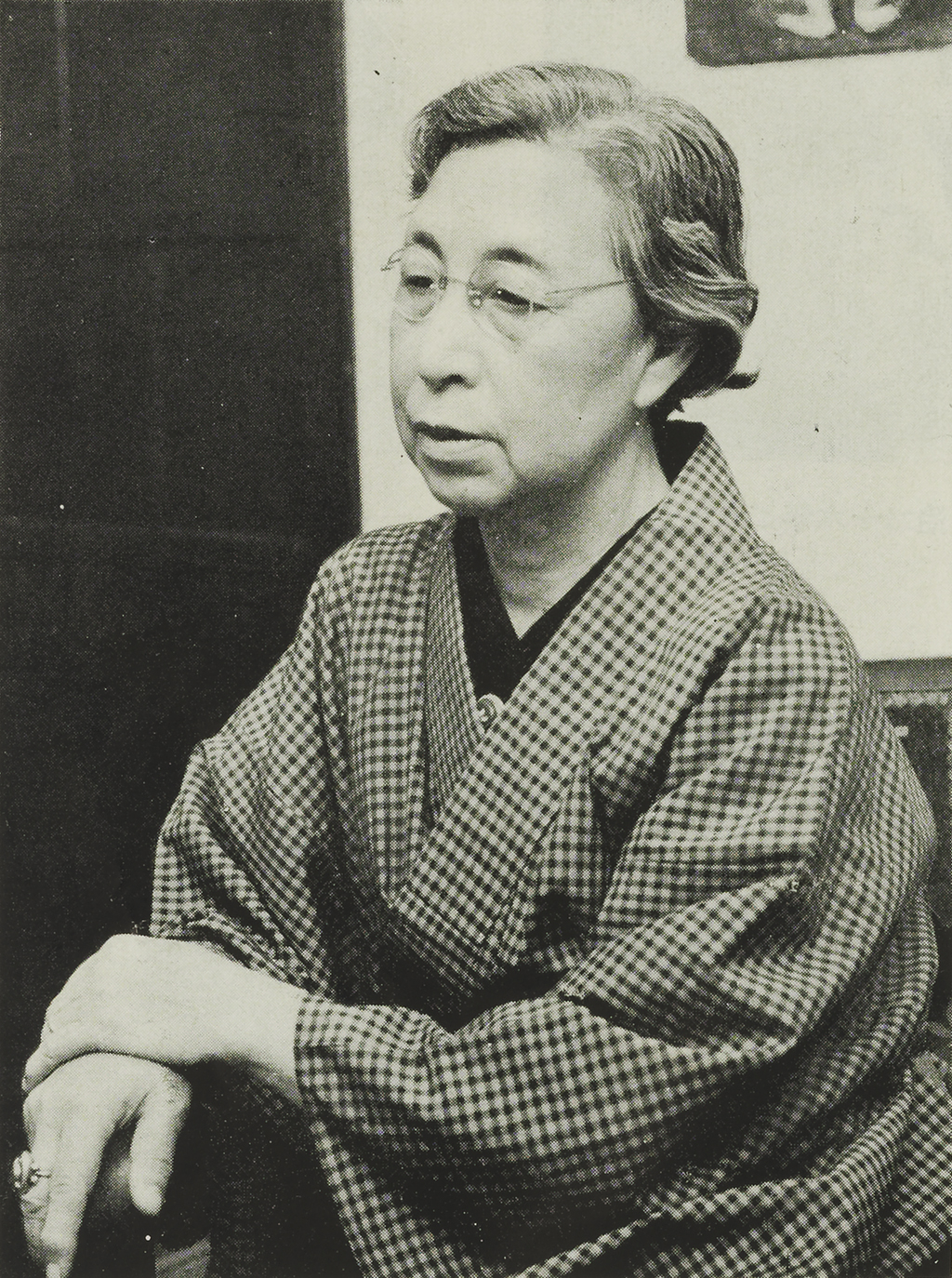
Raichō Hiratsuka, 1955

Raichō Hiratsuka (jap. 平塚 らいちょう Hiratsuka Raichō); właśc. Haru Hiratsuka (jap. 平塚 明 Hiratsuka Haru; ur. 10 lutego 1886 w Tokio, zm. 24 maja 1971) – japońska pisarka, dziennikarka oraz aktywistka polityczna o poglądach anarchistycznych i feministycznych.

## Życiorys
Raichō Hiratsuka była drugą córką wysokiego rangą urzędnika państwowego. Kształciła się w Nihon Joshi Daigakkō (ob. Nihon Joshi Daigaku, ang. Japan Women's University), który ukończyła w 1903 roku. W tamtym czasie zainteresowała się popularnymi wówczas nurtami europejskiej filozofii oraz buddyzmem zen. Szczególny wpływ wywarła na nią twórczość szwedzkiej pisarki feministycznej Ellen Key – niektóre z jej prac Hiratsuka przetłumaczyła na język japoński – oraz postać bohaterki ze sztuki Dom lalki autorstwa Henrika Ibsena. 
W 1908 roku podjęła próbę podwójnego samobójstwa ze swoim nauczycielem Sōhei Morito, w górach w prefektury Tochigi. Para została znaleziona żywa, ale próba samobójstwa wysoko wykształconych ludzi wywołała powszechną krytykę publiczną. 
Po ukończeniu studiów Hiratsuka wstąpiła do Narumi Women's English School, gdzie w 1911 roku założyła pierwsze japońskie czasopismo literackie dla kobiet redagowane przez kobiety pod nazwą „Seitō” (jap. 青鞜, dosł. „Niebieskie Trzewiki”, tłumaczone powszechnie jako „Niebieskie Pończochy”). Pierwsze wydanie zostało opatrzone słowami: „Na początku kobieta była słońcem” (jap. 元始、女性は太陽であった → Genshi, josei wa taiyō de atta), co stanowiło odniesienie do sintoistycznej bogini Amaterasu i do duchowej niezależności, którą kobiety utraciły. Przyjmując pseudonim „Raichō” („Pardwa”, od nazwy tego ptaka, którego często widywała podczas swojego odosobnienia w Nagano), zaczęła nawoływać do duchowej rewolucji kobiet. Tematyka czasopisma przesunęła się z literatury na problemy kobiet, w tym otwartą dyskusję na temat kobiecej seksualności, czystości oraz aborcji. Wśród autorów znalazła się między innymi znana poetka i rzeczniczka praw kobiet Akiko Yosano (1878–1942).
Japońska prasa głównego nurtu zaczęła rozpowszechniać wiele fałszywych bądź zmanipulowanych informacji o romansach i nonkonformizmie autorów „Seitō”, przez co opinia publiczna zwróciła się przeciwko czasopismu. Skłoniło to Raichō do opublikowania kilku artykułów broniących jej ideałów. W swoim eseju z kwietnia 1913, zatytułowanym: „Do kobiet świata” (jap. 世の婦人たちに → Yo no fujintachi ni), odrzuciła konwencjonalną rolę kobiet jako ryōsai-kenbo (jap. 良妻賢母 → dobra żona, mądra matka): „Zastanawiam się, ile kobiet, w imię bezpieczeństwa finansowego, weszło w małżeństwa bez miłości, aby stać się na całe życie służącą i prostytutką jednego człowieka”. 
Prezentowana przez Hiratsukę postawa wzbudziła sprzeciw wobec jej czasopisma nie tylko społeczeństwa, ale również władz państwowych, które dokonały cenzury „Seitō”, argumentując swoją decyzję „zakłócaniem porządku publicznego” i wprowadzaniem „zachodnich idei dotyczących kobiet, niezgodnych z kulturą Japonii".
Redakcja „Seitō” została zamknięta w 1915 roku, ale zanim to się stało, czasopismo zbudowało wyraźne podstawy ruchu kobiecego w Japonii. W międzyczasie, w 1914, Hiratsuka zaczęła żyć otwarcie ze swoim młodszym kochankiem, artystą Hiroshim Okumurą, z którym miała dwoje nieślubnych dzieci i ostatecznie wyszła za niego za mąż w 1941 roku.
W 1920 roku, po przeprowadzeniu dochodzenia w sprawie warunków pracy kobiet w fabrykach włókienniczych w Nagoi, co pobudziło polityczne postanowienia Hiratsuki, wraz z innymi działaczkami na rzecz praw kobiet, m.in. z Fusae Ichikawą, założyła Stowarzyszenie Nowych Kobiet (jap. 新婦人協会, Shinfujin Kyōkai, 1920–1922). W dużej mierze dzięki wysiłkom tej grupy artykuł 5 ustawy o policji bezpieczeństwa, uchwalonej w 1900 roku, który uniemożliwiał kobietom wstępowanie do organizacji politycznych i organizowanie lub uczestniczenie w spotkaniach politycznych, został zniesiony w 1922 roku. Prawo wyborcze dla kobiet jednak dalej nie istniało w Japonii.
W ciągu następnych kilku dziesięcioleci Hiratsuka trzymała się z boku życia publicznego, obarczona długami oraz kochankiem, który borykał się z problemami zdrowotnymi. Nadal jednak pisała i wykładała. W 1950 roku, dzień po wybuchu wojny koreańskiej, wyjechała do Stanów Zjednoczonych wraz z pisarką i działaczką Yaeko Nogami (1885–1985) oraz trzema innymi członkiniami Japońskiego Ruchu Kobiet (jap. 婦人運動家, Fujin Undō-ka), aby przedstawić sekretarzowi stanu USA Deanowi Achesonowi prośbę o stworzenie systemu, w którym Japonia mogłaby pozostać neutralna i pacyfistyczna. Hiratsuka nadal broniła praw kobiet w okresie powojennym, m.in. zakładając w 1963 Nowe Japońskie Stowarzyszenie Kobiet (jap. 新日本婦人の会, Shin-Nihon-fujin-no-kai), a także kontynuowała pisanie oraz wykłady, aż do śmierci w 1971 roku.